# Písečná kosa
Písečná kosa je historický román napsaný českým prozaistou, dramaturgem, a především filmovým scenáristou Vladimírem Körnerem. Děj románu je zasazen do 13. století, kdy se odehrává válka mezi křižáky a Prusy. Místem příběhu je Pobaltí, a jak sám autor tvrdí, dílo vzniklo jako pouhou zálibou ve vyprávění. Kniha má dvě autorova vydání Písečné kosy. První vydání románu vyšlo roku 1970. Sám autor prohlašuje, že knihu tehdy trochu uspěchal, aby se stihla dostat do tisku, a to kvůli zdejším poměrům. Körner ji poctivě dvacet let přepisoval, aby jí měl připravenou na velké vydání i s ilustracemi až se poměry změní. Situace se skutečně změnila, ale knihu mu ihned zastavili. Nového vydání se ale přeci jen Písečná kosa dočkala, a to roku 1995.
Dílo je přes své dobové zařazení moderním románem, který popisuje nelidskost chování lidí uprostřed řádu, chladnost a necitelnost bez jakékoliv naděje na možnost normálního života. Člověk v mezních situacích, které není schopen ovlivnit, se mění na stroj vyplňující příkazy.

## Obsah
Kniha se skládá z desetistránkové předehry, tří částí, které jsou dále rozděleny na kapitoly číslované římskými číslicemi a na konci se nachází krátká dohra. Děj se vyvíjí chronologicky, místy se vyskytuje retrospektivita, a to v jistých ohlédnutích do minulosti, např. když Alwin nebo Hanno vzpomínají na své domovy a dřívější životy.
Příběh je vyprávěn ve 3. osobě. Rovina vypravěče se prolíná s pocity postav - jejich sny, popisy krajiny plynule přecházejí do vzpomínek, úvah a přání hrdinů. Občas je těžké rozlišit, co si myslí konkrétní postava, a co doplňuje sám vypravěč. Autor odbočuje od normy a u přímé řeči nahrazuje uvozovky pomlčkou „–“ nebo ruší grafické značky úplně.
V textu jsou obsaženy i básnické pasáže – úryvky modliteb a písní. Tyto texty bývají citovány jazykem protagonistů, kromě češtiny také v latině nebo němčině.
Autor má blízko k existencialismu. Tím, že řeší otázky, které s sebou tento směr přináší a odkrývá tak nitro svých hrdinů, se dostává na pomezí psychologického žánru.

## Děj
Hlavním hrdinou příběhu je moravský rytíř Alwin ze Sovince. Snaží se jít ve stopách svého otce, který před časem odešel na jih na jednu z křížových výprav a už se nevrátil. Opouští svou matku a rodný hrad, i když nerad. Uvnitř sebe touží, aby mu matka odchod zakázala a on by nemusel odejít. To se ale nestane. Vydává se tedy na sever s výpravou Řádu německých rytířů, když se cestou stane jeho členem.
Do děje vstupují další postavy, jako je komtur Rinno a jeho nový přítel Hanno z Losangen. Krátce poté, co byl Alwin přijat do řádu komturem Rinnem, u Baltského moře se schyluje k první bitvě proti pohanským Prusům. Smířen se svým osudem, se rytíř Kuna z Olžic, který znal Alwinova otce, vrhá proti přesile. Ten pak následně také umírá. Zde je zabit i komtur Rinno, ne však rukou Prusů, vrahy se stávají jeho vlastní rytíři. Alwin se stává svědkem tohoto činu a jeho přítel Hanno se tak obrací proti němu a dokonce ho vlastní silou udeří. Alwin přežije a s pomocí písečné kosy se mu podaří uniknout.
V kose ho nalezne pohanská dívka Lona, která Alwina předá do rukou podivínské panny Amalbergy. Zde se nachází mezi Prusy. Amalberga se o něj stará a zůstává u ní i po svém uzdravení. Vytvoří se mezi nimi silné pouto, avšak stále pátrá po ženě z písečné kosy. Amalbergu posléze opouští a žije v pohanské vsi se svou zachránkyní Lonou a jejími dětmi. Za nějaký čas je Alwin znovu nucen prchnout, když se vrací do osady muži. Přichází na řádový hrad, a protože porušil sliby, které dal (tím jsou myšleny pohanské hříchy), dostává se mezi nejnižší vrstvu. Je zde nucen žít v bídě, špíně mezi sluhy a pacholky. Zemský mistr Ulrich Hunnenberk mu slíbil opětovné pozvednut mezi rytíře, a tak se i nakonec stalo.
O několik let později se za branami objevuje zraněný Hanno z Losangen, potrestán za Rinnovu smrt. Alwin už při svém opětovném příchodu do řádu svěřil komturovi, co viděl u Baltského moře (první bitva) – myslel si totiž, že o tom ví.
Závěrem se s Hannem usmiřují. Alwin dostane možnost stát se komturem a odjíždí na tři dny z hradu na místa, kde strávil své pohanské léto. Zde si chce volbu promyslet a zbavit se nadobro vzpomínek i pokušení. Naopak ale zjišťuje, že touží po ženě a obyčejném životě. Chce se vrátit domů. Naneštěstí mu cestu překazí vpád Tatarů a domů už se nikdy nedostane. Spolu s ostatními bratry padne v bitvě u Lehenice.

## Postavy
- Alwin ze Sovince – hlavní postava, jedná se o mladého chlapce, který jde ve stopách svého otce a přidává se ke křižáckým rytířům, absolvuje s nimi bojové tažení na sever. Je to člověk osamělý, stále hledá náplň života, je nerozhodný, není schopen se sblížit s lidmi, pořádně nechápe ani sám sebe. Máme možnost ho sledovat při jeho dospívání. Přestože se jedná o příběh historický, hrdina je člověkem nadčasovým ve svém myšlení a jednání.

- Hanno z Losangen – druhorozený syn bohatého šlechtice, vstoupil do řádu bez vlastní vůle, vzali mu všechny radosti, domov, na který ale nerad vzpomínal, hlavně kvůli jeho opilému otci, se kterým měl často potyčky. Touhu něčeho v životě dosáhnout, mohl naplnit už jen řád. Po určitou dobu byl Alwinův přítel, než se obrátil proti řádu, poté zrádce.

- Amalberga – čistá duše, podivínka, žije sama na hradě, čeká na snoubence, který ji však zneužije a tak ho probodne a odchází do kláštera..Starala se o Alwina, když byl zraněn, mezi ní a Alwinem vzniklo pouto.

- Lona – pohanská dívka z písečné kosy, zachránila Alwina – za pomoci písečné kosy, žije ve vesnici spolu se svými dětmi. Bližší pouto vznikne mezi Alwinem a Loniným chlapcem. Ten mu nakonec pomůže utéct, když se uprostřed zimy vrátí do osady muži.

- Rytíř Kuna z Olžic – představen v úvodu první části (Cesta k Nebeské panně), znal Alwinova otce a viděl ho i zemřít. Přišel o všechno, je smířen se svým osudem a umírá v bitvě u Bergrunu.

## Motivy
Hlavní a opakující se motiv knihy je písečná kosa. Kosa (z geomorfologie) je úzký a protáhlý písčitý výběžek pevniny do moře. Pro hlavního hrdinu představuje úkryt a záchranu. Také symbol naděje a života. Mnohokrát je v knize zmiňována, a především, se jedná o písečnou kosu, která hrdinu nejednou zachránila.

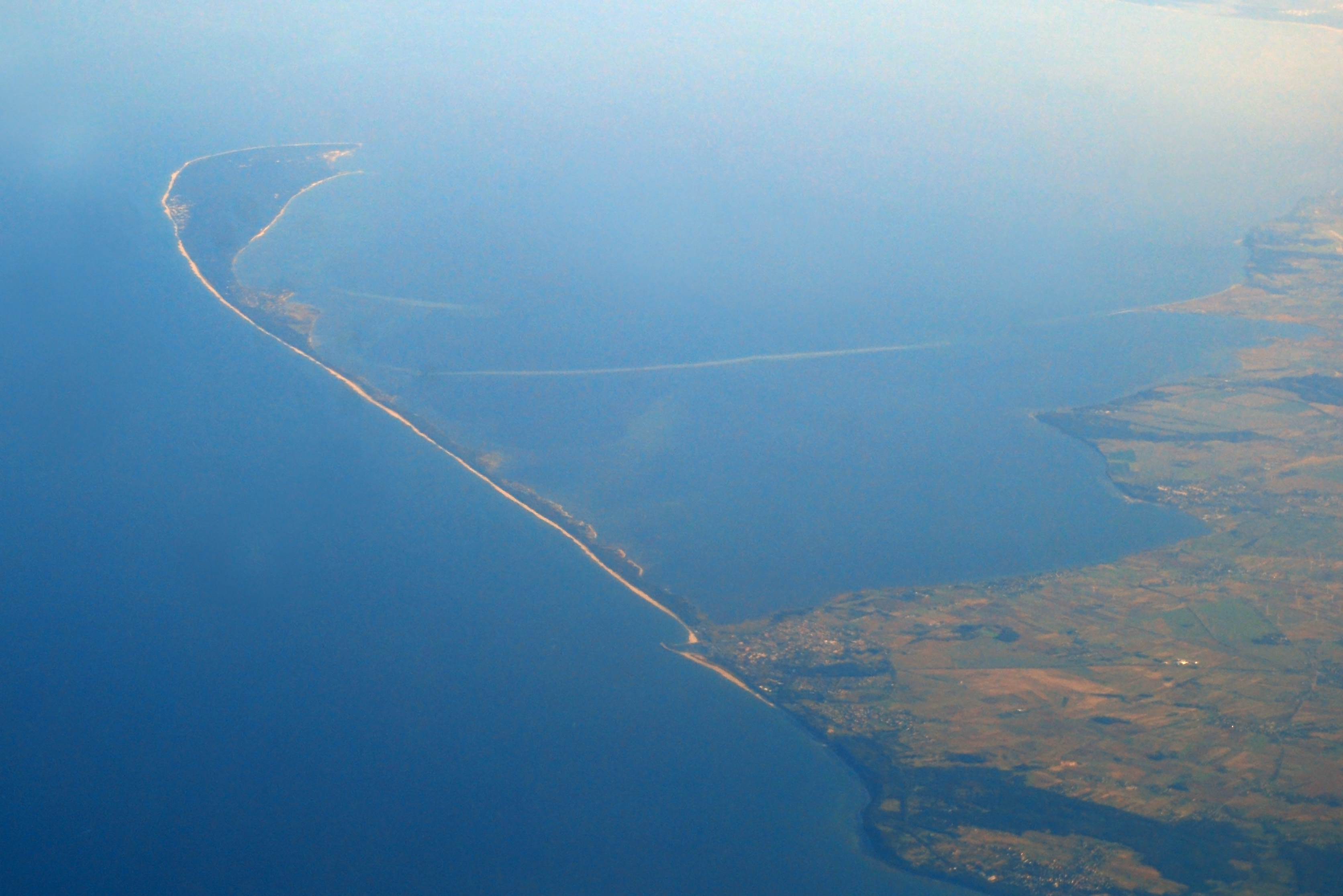
Jedna z baltských kos, Helská kosa, z leteckého pohledu

Dalšími motivy je samota a odcizení. Alwin je odcizen nejen lidem, ale i sobě. Má problém se vyznat ve svém nitru, není schopen sblížení se s někým, v okolí panuje pokrytectví a zrada.

## Dobové přijetí
První vydání románu proběhlo v roce 1970, kdy byla, podle autorových vzpomínek, vládnoucím politickým režimem „slíbena likvidace celé české prózy“. Ven pustili pouze tři knihy mezi kterými byla právě Písečná kosa. Autor knihu uspěchal za účelem, aby se dostala do tisku, jinak by nestihl vydání. Po následném dvacetiletém přepisování měl knihu připravenou na velké vydání i s ilustracemi až se poměry změní. Situace se opravdu změnila, ale knihu mu byla ihned zastavena. Nového vydání se Písečná kosa dočkala roku 1995.
Recenzující si všímali především líčení existenciální vykořeněnosti hlavního hrdiny. Již Radana Matoušová ve své recenzi upozornila na ustálený typ Körnerova hrdiny: „Do historické tématiky vniká proud subjektivní expresivity s naléhavou účastností autorského postoje; Körnerův hrdina jako typ rozervané, skeptické, nedůvěřivé bytosti je v podstatě konstantní, vycházející vstříc především řešení existenciální problematiky. Ústřední rozpor leží v nitru osobnosti, a tak se v historických kulisách odehrává vždy něco z nadčasových poloh obecně lidského údělu.”
To ostatně nastínil již Vlastimil Vrabec ve své recenzi k prvnímu vydání Písečné kosy: „(…) Tragické dilema je v hrdinovi románu, který sugestivně využívá historické kulisy středověku, zdrojem mučivých útrap, které jsou nepochybně předobrazem nového postoje k životu a jeho mravním hodnotám. Tato soustředěnost k určitému aspektu lidské osobnosti, determinovanému jen zčásti dobou, nám brání připsat Písečnou kosu k aktivům české historické prózy, neboť stejně dobře by jí bylo možno připsat k dobru psychologickému románu.“